# Rioseco de Tapia (kommun i Spanien)
Rioseco de Tapia är en kommun i Spanien.   Den ligger i provinsen Provincia de León och regionen Kastilien och Leon, i den norra delen av landet, 300 km nordväst om huvudstaden Madrid. Antalet invånare är 400.